# Markov-ongelijkheid
De Markov-ongelijkheid geeft in de kansrekening een bovengrens aan de kans dat een niet-negatieve functie van een stochastische variabele groter of gelijk is aan een zekere positieve constante. Deze ongelijkheid is vernoemd naar de Russische wiskundige Andrej Markov.
Laat {\displaystyle X} een stochastische variabele zijn, {\displaystyle a} een positieve constante en {\displaystyle h:\mathbb {R} \rightarrow [0,\infty )} een niet-negatieve functie. De algemene Markov-ongelijkheid zegt dan:
{\displaystyle {\textrm {P}}\left[h(X)\geq a\right]\leq {\frac {{\textrm {E}}\left[h(X)\right]}{a}}}.
waarbij {\displaystyle {\textrm {E}}\left[h(X)\right]} de verwachtingswaarde van {\displaystyle h(X)} is.